# The Escape (EP)
The Escape è un EP del gruppo musicale melodic death metal/metalcore canadese The Agonist. Il disco è stato pubblicato il 27 agosto del 2011 da parte della Century Media. L'EP è composto da due dei brani che saranno presenti nell'album Prisoners.

## Tracce
1. Lonely Solipsist – 3:50
2. The Escape – 4:20

## Formazione
- Alissa White-Gluz - voce
- Danny Marino - chitarre
- Pascal Jobin - chitarre
- Chris Kells - basso
- Simon McKay - batteria